# Volvo S70
Volvo S70 – samochód osobowy klasy średniej-wyższej produkowany przez szwedzką markę Volvo w latach 1996–2000.

## Historia i opis modelu

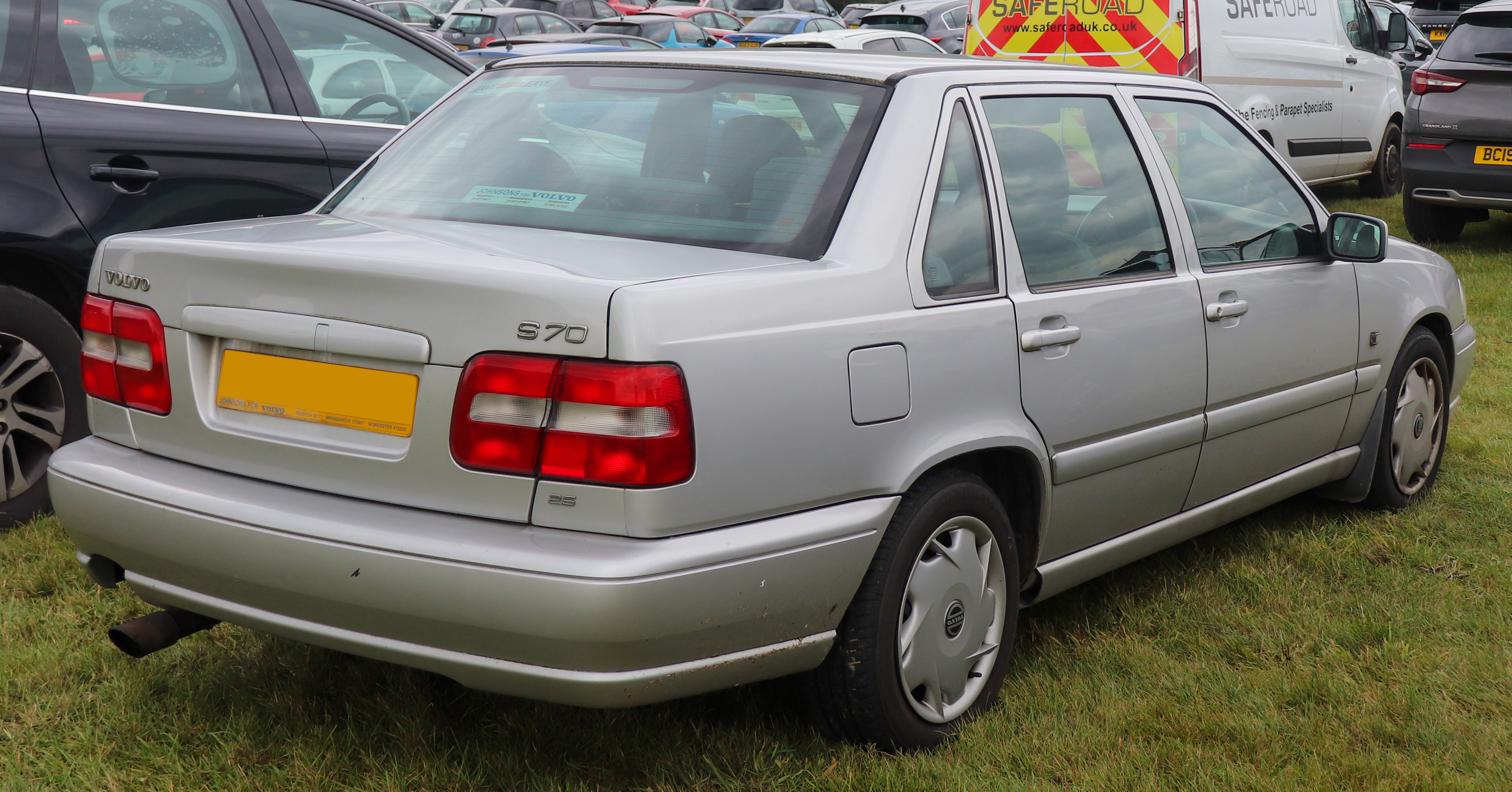
Volvo S70 - tył

Pojazd został oparty na bazie nadwozia swojego poprzednika - modelu 850. W stosunku do poprzednika, zmianom uległy głównie reflektory przednie, maska silnika oraz kierunkowskazy, a także stylistyka, która z kanciastej przekształciła się w obłą.

### Wersje wyposażeniowe
- Base
- SE
- GL
- GLT
- T5
- R

Standardowe wyposażenie pojazdu obejmuje m.in. system ABS oraz 2 poduszki powietrzne. Opcjonalnie, auto wyposażone może być m.in. w system kontroli trakcji (TRASC), dwustrefową klimatyzację automatyczną oraz elektrycznie regulowany fotel kierowcy z pamięcią trzech ustawień, a także skórzaną tapicerkę.

### Silniki
Podstawową jednostką napędową pojazdu był benzynowy pięciocylindrowy silnik o pojemności 2.0 l o mocy 126 KM. Wersja GLT posiadała turbodoładowaną wersję tego samego silnika, dzięki czemu jego moc wzrosła do 190 KM (141 kW). W wersji T5 montowano turbodoładowane silniki benzynowe o pojemności 2.3L o mocy 236 KM (175 kW). Oprócz tego dostępny był jeszcze doładowany silnik wysokoprężny 2.5 TDI pochodzący z Audi A6 o mocy 140 KM i 290  Nm, charakteryzujący się dobrą dynamiką i niewielkim spalaniem. W bazowej wersji S70 oraz w wersji T5 można było zamówić manualną skrzynię biegów o pięciu przełożeniach, wersje GL oraz GLT dostępne były tylko z automatycznymi skrzyniami. Wszystkie modele wyposażone były w hamulce tarczowe wraz z systemem ABS. W wersji GLT dostępny był napęd na wszystkie koła (AWD).
| Silnik                         | Pojemność skokowa [cm³] | Moc maksymalna [KM]([kW]) przy obr./min | Maks. moment obrotowy [Nm] przy obr./min | Przyspieszenie 0-100 km/h [s] |                    |                    |                    |                    |                    |
| Silniki benzynowe:             | Silniki benzynowe:      | Silniki benzynowe:                      | Silniki benzynowe:                       | Silniki benzynowe:            | Silniki benzynowe: | Silniki benzynowe: | Silniki benzynowe: | Silniki benzynowe: | Silniki benzynowe: |
| ------------------------------ | ----------------------- | --------------------------------------- | ---------------------------------------- | ----------------------------- | ------------------ | ------------------ | ------------------ | ------------------ | ------------------ |
| 2.0 10V                        | 1984                    | 126 (93)                                | 170/4800                                 | 11,7 automat: 12,1            |                    |                    |                    |                    |                    |
| 2.5 10V                        | 2435                    | 144 (106)                               | 206/3300                                 | 10,2 automat: 10,6            |                    |                    |                    |                    |                    |
| 2.4 20V                        | 2435                    | 170 (125)                               | 220/3300                                 | 8,9 automat: 10,0             |                    |                    |                    |                    |                    |
| 2.0T                           | 1984                    | 180 (132)                               | 240/1800                                 | b.d.                          |                    |                    |                    |                    |                    |
| 2.5T                           | 2435                    | 193 (142)                               | 270/1800                                 | 7,8 automat: 8,2              |                    |                    |                    |                    |                    |
| T5 2.0                         | 1984                    | 230 (169)                               | 310/2700                                 | b.d.                          |                    |                    |                    |                    |                    |
| T5 2.3                         | 2319                    | 240 (177)                               | 330/2700                                 | b.d.                          |                    |                    |                    |                    |                    |
| 2.3 R                          | 2319                    | 250 (184)                               | 350/2700                                 | 6,8 AWD: 7,3                  |                    |                    |                    |                    |                    |
| 2.3 R                          | 2319                    | 240 (177)                               | 330/2700                                 | b.d.                          |                    |                    |                    |                    |                    |
| 2.3 R                          | 2319                    | 250 (184)                               | 350/2400                                 | b.d.                          |                    |                    |                    |                    |                    |
| 2.4 R                          | 2435                    | 265 (195)                               | 400/2500                                 | b.d.                          |                    |                    |                    |                    |                    |
| Silniki wysokoprężne:          |                         |                                         |                                          |                               |                    |                    |                    |                    |                    |
| 2.5 TDI                        | 2461                    | 140 (103)                               | 290/1900                                 | 9.9                           |                    |                    |                    |                    |                    |
| Silnik napędzany gazem ziemnym |                         |                                         |                                          |                               |                    |                    |                    |                    |                    |
| 2.4 BiFuel                     | 2435                    | 144 (106)                               | 206/3300                                 | b.d.                          |                    |                    |                    |                    |                    |